# Wiedemannia koeppeni
Wiedemannia koeppeni är en tvåvingeart som beskrevs av Joost 1980. Wiedemannia koeppeni ingår i släktet Wiedemannia och familjen dansflugor. Inga underarter finns listade i Catalogue of Life.